# 相対音感
相対音感（そうたいおんかん、英語: relative pitch）は、音程感であり、先に示された音との高度差（音程）によって、
今問題としている音の連なりを捉える感覚である。ほとんどすべての人が本質的に保持していると言われる。
ときに調性や和声に対する感覚、コード感、といった説明もされる。
音楽教育の過程でソルフェージュ等の訓練を積んだ人は、特に鋭敏な音感を身につけている。

## 概要
大抵のひとは音の高度を感じていないため、音程を音の高さと混同または錯覚している。そういう人が「音の高度に対する感覚、音感」と言っているのは厳密には音程感である。これが「ある音の高さを基準に、他の音の高さを判別する能力」と説明されることも多い。
調性音楽、旋法による音楽の演奏を前提とした場合、より実践的には「音階を辿る能力」といえる。
どちらの音のほうが高い、といった程度の相対音感は多くの人が持っているが、複数の音の音程を長二度、完全四度などといった具合に瞬時に把握するといった、いわば音楽家によって語られる水準において、相対音感が鋭い（鈍い）、といったニュアンスで「相対音感がある（無い）」などという言い方もされる。

## 相対音感の鋭いひとの特徴
- 基準音をひとつ示されれば、それ以降は絶対音感と同じように音名を正確無比に答える。
- 相対音感だけを持つ人は無調音楽など、調性がまったく感じられないような音楽の弦楽器や声楽、即興演奏での演奏においては苦手だとされている（注: ジャズにおいては相対音感が重視され、即興演奏にはかえって有利である）。
- 絶対音感にくらべて、年齢を問わずに訓練で鍛え易いと言われる。
- 習得の速さや到達レベルには個人的資質が強く関わる。